# 乃木坂スター誕生!
『乃木坂スター誕生!』（のぎざかスターたんじょう!）は、2021年5月11日（10日深夜）から2022年3月8日（7日深夜）まで日本テレビで放送されていた乃木坂46のバラエティ番組である。

## 概要
乃木坂46の4期生が「昭和歌謡」「平成の名曲」のカバーに挑戦する番組。司会はお笑いコンビ・ぺこぱが務め、当番組で初コラボとなる。
放送終了後、未公開映像を併せて「未公開映像も悪くないだろう」のタイトルでHuluで配信。
2021年9月28日（27日深夜）、番組のエンディングで、シーズン2の放送決定が発表された。
2022年4月26日からは、「新・乃木坂スター誕生!」として、乃木坂46の5期生が出演し、司会はお笑いコンビ・オズワルドが担当する。また、乃木坂46の5期生番組は、これが初となる。

## 乃木坂スター誕生!
『乃木坂スター誕生!』（のぎざかスターたんじょう）は、2021年5月11日（10日深夜）から2021年9月28日（27日深夜）まで日本テレビで放送されていたバラエティ番組である。

### 出演者
MC 
- ぺこぱ（シュウペイ・松陰寺太勇）[6]

 キャスト 
- 乃木坂46
  - 4期生：遠藤さくら、賀喜遥香、掛橋沙耶香、金川紗耶、北川悠理、黒見明香、佐藤璃果、柴田柚菜、清宮レイ、田村真佑、筒井あやめ、早川聖来、林瑠奈、松尾美佑、矢久保美緒、弓木奈於[6]

 ゲスト 
- ブラザー・コーン - 第1回[7]
- ダイアモンド☆ユカイ - 第2回[8]
- 錦野旦 - 第3回[9]
- 高橋ジョージ - 第4回[10]
- 鶴久政治 - 第5回[11]
- 相川七瀬 - 第6回[12]
- サンプラザ中野くん（爆風スランプ）、パッパラー河合（爆風スランプ） - 第7回[13]
- 嶋大輔 - 第8回[14]
- 大友康平 - 第9回[15]
- 島谷ひとみ - 第10回[16]
- 川畑要（CHEMISTRY）- 第11回[17]
- 早見優 - 第12回[18]
- 寺田恵子 - 第13回[19]
- 千秋 - 第14回[20]
- 浅香唯 - 第15回[21]
- 渡瀬マキ - 第16回[22]
- 岩崎良美 - 第17回[23]
- 西田ひかる - 第18回[24]

### コーナー
乃木坂! アイドルonステージ
本番組のメインコーナー。乃木坂46の4期生が、昭和時代及び平成時代の懐かしい名曲を歌う。1曲目はぺこぱによるお披露目曲やそのアーティストをパネル型式で紹介、2曲目は前述のパネル紹介と共に、制服姿のメンバー1人がリポーターとなり、歌唱するメンバーのステージ裏に迫る。
スターデュエット俱楽部
昭和・平成時代のデュエットソングを、4期生のメンバーとその日に登場したスペシャルゲストがカバーする。
乃木坂、悩んでたって悪くないだろう！
4期生メンバーの悩み事を、松陰寺がアドバイスしていくトークコーナー。
乃木坂、時を戻そう
第6回から開始。4期生の幼少期の写真から、それらにまつわるエピソードを語っていくトークコーナー。
アイドルonステージとスターデュエット俱楽部では、歌唱後のアフタートークを行なう。またエンディングでは、スペシャルゲストの代表曲を出演者全員が一緒に歌唱する場合がある。

### 放送日程
| 回 | 放送日          | 放送内容 | 曲                                                     | 歌唱                                                                             | 備考     |
| -- | --------------- | --- | ------------------------------------------------------ | -------------------------------------------------------------------------------- | -------- |
| 1  | 2021年 05月11日 | 早川、田村の「UFO」&遠藤の「渚のバルコニー」&賀喜がブラザー・コーンと「ロンリー・チャップリン」                                                                                                | ピンク・レディー『UFO』                                | 田村真佑、早川聖来                                                               |          |
| 1  | 2021年 05月11日 | 早川、田村の「UFO」&遠藤の「渚のバルコニー」&賀喜がブラザー・コーンと「ロンリー・チャップリン」                                                                                                | 松田聖子『渚のバルコニー』                             | 遠藤さくら                                                                       |          |
| 1  | 2021年 05月11日 | 早川、田村の「UFO」&遠藤の「渚のバルコニー」&賀喜がブラザー・コーンと「ロンリー・チャップリン」                                                                                                | 鈴木聖美 with Rats&Star『ロンリー・チャップリン』      | 賀喜遥香、ブラザー・コーン                                                       |          |
| 1  | 2021年 05月11日 | 早川、田村の「UFO」&遠藤の「渚のバルコニー」&賀喜がブラザー・コーンと「ロンリー・チャップリン」                                                                                                | バブルガム・ブラザーズ『WON'T BE LONG』                | メンバー全員、ブラザー・コーン                                                   |          |
| 2  | 05月18日        | 佐藤、柴田、筒井の「年下の男の子」&清宮の「夏色のナンシー」&弓木がダイヤモンド☆ユカイと「男と女のラブゲーム」                                                                                  | キャンディーズ『年下の男の子』                         | 佐藤璃果、柴田柚菜、筒井あやめ                                                   |          |
| 2  | 05月18日        | 佐藤、柴田、筒井の「年下の男の子」&清宮の「夏色のナンシー」&弓木がダイヤモンド☆ユカイと「男と女のラブゲーム」                                                                                  | 早見優『夏色のナンシー』                               | 清宮レイ                                                                         |          |
| 2  | 05月18日        | 佐藤、柴田、筒井の「年下の男の子」&清宮の「夏色のナンシー」&弓木がダイヤモンド☆ユカイと「男と女のラブゲーム」                                                                                  | 日野美歌、葵司朗『男と女のラブゲーム』                 | 弓木奈於、ダイアモンド☆ユカイ                                                    |          |
| 3  | 05月25日        | 林の「少女A」&黒見&佐藤&松尾&矢久保が「もしも明日が」&早川が錦野旦と「別れても好きな人」 | 中森明菜『少女A』                                      | 林瑠奈                                                                           |          |
| 3  | 05月25日        | 林の「少女A」&黒見&佐藤&松尾&矢久保が「もしも明日が」&早川が錦野旦と「別れても好きな人」 | わらべ『もしも明日が…。』                              | 黒見明香、佐藤璃果、松尾美佑、矢久保美緒                                         |          |
| 3  | 05月25日        | 林の「少女A」&黒見&佐藤&松尾&矢久保が「もしも明日が」&早川が錦野旦と「別れても好きな人」 | ロス・インディオス&シルヴィア『別れても好きな人』      | 早川聖来、錦野旦                                                                 |          |
| 3  | 05月25日        | 林の「少女A」&黒見&佐藤&松尾&矢久保が「もしも明日が」&早川が錦野旦と「別れても好きな人」 | 錦野旦『空に太陽がある限り』                           | メンバー全員、錦野旦                                                             |          |
| 4  | 06月01日        | 掛橋の「渚のはいから人魚」&金川、弓木が「ペッパー警部」&遠藤が高橋ジョージと「いつでも夢を」                                                                                                   | 小泉今日子『渚のはいから人魚』                         | 掛橋沙耶香                                                                       | [ 注 2 ] |
| 4  | 06月01日        | 掛橋の「渚のはいから人魚」&金川、弓木が「ペッパー警部」&遠藤が高橋ジョージと「いつでも夢を」                                                                                                   | ピンク・レディー『ペッパー警部』                       | 金川紗耶、弓木奈於                                                               | [ 注 2 ] |
| 4  | 06月01日        | 掛橋の「渚のはいから人魚」&金川、弓木が「ペッパー警部」&遠藤が高橋ジョージと「いつでも夢を」                                                                                                   | 橋幸夫、吉永小百合『いつでも夢を』                     | 遠藤さくら、高橋ジョージ                                                         | [ 注 2 ] |
| 5  | 06月08日        | 賀喜、田村が「淋しい熱帯魚」&北川の「はいからさんが通る」&柴田が鶴久政治と「愛が生まれた日」&全員で「涙のリクエスト」熱唱!                                                                     | Wink『淋しい熱帯魚』                                   | 賀喜遥香、田村真佑                                                               |          |
| 5  | 06月08日        | 賀喜、田村が「淋しい熱帯魚」&北川の「はいからさんが通る」&柴田が鶴久政治と「愛が生まれた日」&全員で「涙のリクエスト」熱唱!                                                                     | 南野陽子『はいからさんが通る』                         | 北川悠理                                                                         |          |
| 5  | 06月08日        | 賀喜、田村が「淋しい熱帯魚」&北川の「はいからさんが通る」&柴田が鶴久政治と「愛が生まれた日」&全員で「涙のリクエスト」熱唱!                                                                     | 藤谷美和子、大内義昭『愛が生まれた日』                 | 柴田柚菜、鶴久政治                                                               |          |
| 5  | 06月08日        | 賀喜、田村が「淋しい熱帯魚」&北川の「はいからさんが通る」&柴田が鶴久政治と「愛が生まれた日」&全員で「涙のリクエスト」熱唱!                                                                     | チェッカーズ『涙のリクエスト』                         | メンバー全員、鶴久政治                                                           |          |
| 6  | 06月15日        | 賀喜、弓木、金川、松尾が「Body & Soul」&林が相川七瀬と「ロックンロール・ウィドウ」&全員で「夢見る少女じゃいられない」熱唱!                                                                     | SPEED『Body & Soul』                                   | 賀喜遥香、金川紗耶、松尾美佑、弓木奈於                                           |          |
| 6  | 06月15日        | 賀喜、弓木、金川、松尾が「Body & Soul」&林が相川七瀬と「ロックンロール・ウィドウ」&全員で「夢見る少女じゃいられない」熱唱!                                                                     | 山口百恵『ロックンロール・ウィドウ』                   | 林瑠奈、相川七瀬                                                                 |          |
| 6  | 06月15日        | 賀喜、弓木、金川、松尾が「Body & Soul」&林が相川七瀬と「ロックンロール・ウィドウ」&全員で「夢見る少女じゃいられない」熱唱!                                                                     | 相川七瀬『夢見る少女じゃいられない』                   | メンバー全員、相川七瀬                                                           |          |
| 7  | 06月22日        | 田村、筒井で「渚にまつわるエトセトラ」&掛橋が爆風スランプと「ふたりの愛ランド」&全員で「Runner」熱唱!                                                                                          | PUFFY『渚にまつわるエトセトラ』                        | 田村真佑、筒井あやめ                                                             |          |
| 7  | 06月22日        | 田村、筒井で「渚にまつわるエトセトラ」&掛橋が爆風スランプと「ふたりの愛ランド」&全員で「Runner」熱唱!                                                                                          | 石川優子とチャゲ『ふたりの愛ランド』                   | 掛橋沙耶香、サンプラザ中野くん、パッパラー河合                                   |          |
| 7  | 06月22日        | 田村、筒井で「渚にまつわるエトセトラ」&掛橋が爆風スランプと「ふたりの愛ランド」&全員で「Runner」熱唱!                                                                                          | 爆風スランプ『Runner』                                 | メンバー全員、サンプラザ中野くん、パッパラー河合                                 |          |
| 8  | 06月29日        | 佐藤、柴田、林で「Diamonds」&筒井が「セーラー服と機関銃」&遠藤が嶋大輔と「渋谷で5時」&全員で「男の勲章」熱唱!                                                                                  | プリンセス プリンセス『Diamonds』                      | 佐藤璃果、柴田柚菜、林瑠奈                                                       |          |
| 8  | 06月29日        | 佐藤、柴田、林で「Diamonds」&筒井が「セーラー服と機関銃」&遠藤が嶋大輔と「渋谷で5時」&全員で「男の勲章」熱唱!                                                                                  | 薬師丸ひろ子『セーラー服と機関銃』                     | 筒井あやめ                                                                       |          |
| 8  | 06月29日        | 佐藤、柴田、林で「Diamonds」&筒井が「セーラー服と機関銃」&遠藤が嶋大輔と「渋谷で5時」&全員で「男の勲章」熱唱!                                                                                  | 鈴木雅之、菊池桃子『渋谷で5時』                        | 遠藤さくら、嶋大輔                                                               |          |
| 8  | 06月29日        | 佐藤、柴田、林で「Diamonds」&筒井が「セーラー服と機関銃」&遠藤が嶋大輔と「渋谷で5時」&全員で「男の勲章」熱唱!                                                                                  | 嶋大輔『男の勲章』                                     | メンバー全員、嶋大輔                                                             |          |
| 9  | 07月06日        | 遠藤、北川、清宮で「暑中お見舞い申し上げます」&賀喜が「夢で逢えたら」&全員で「ff」&箱の中身はなんだろうな?で一同絶叫!                                                                          | キャンディーズ『暑中お見舞い申し上げます』             | 遠藤さくら、北川悠理、清宮レイ                                                   |          |
| 9  | 07月06日        | 遠藤、北川、清宮で「暑中お見舞い申し上げます」&賀喜が「夢で逢えたら」&全員で「ff」&箱の中身はなんだろうな?で一同絶叫!                                                                          | 吉田美奈子『夢で逢えたら』                             | 賀喜遥香、大友康平                                                               |          |
| 9  | 07月06日        | 遠藤、北川、清宮で「暑中お見舞い申し上げます」&賀喜が「夢で逢えたら」&全員で「ff」&箱の中身はなんだろうな?で一同絶叫!                                                                          | HOUND DOG『ff』                                        | メンバー全員、大友康平                                                           |          |
| 10 | 07月13日        | 柴田の「青い珊瑚礁」&賀喜が「DESIRE-情熱-」&弓木と島谷ひとみが「君がいるだけで」&全員で「亜麻色の髪の乙女」を熱唱!                                                                             | 松田聖子『青い珊瑚礁』                                 | 柴田柚菜                                                                         |          |
| 10 | 07月13日        | 柴田の「青い珊瑚礁」&賀喜が「DESIRE-情熱-」&弓木と島谷ひとみが「君がいるだけで」&全員で「亜麻色の髪の乙女」を熱唱!                                                                             | 中森明菜『DESIRE-情熱-』                               | 賀喜遥香                                                                         |          |
| 10 | 07月13日        | 柴田の「青い珊瑚礁」&賀喜が「DESIRE-情熱-」&弓木と島谷ひとみが「君がいるだけで」&全員で「亜麻色の髪の乙女」を熱唱!                                                                             | 米米CLUB『君がいるだけで』                             | 弓木奈於、島谷ひとみ                                                             |          |
| 10 | 07月13日        | 柴田の「青い珊瑚礁」&賀喜が「DESIRE-情熱-」&弓木と島谷ひとみが「君がいるだけで」&全員で「亜麻色の髪の乙女」を熱唱!                                                                             | 島谷ひとみ『亜麻色の髪の乙女』                         | メンバー全員、島谷ひとみ                                                         |          |
| 11 | 07月27日        | 掛橋の「さくらんぼ」&北川が「守ってあげたい」&早川がCHEMISTRY 川畑要と「Love Forever」&「PIECES OF AFREAM」を全員で熱唱!                                                                       | 大塚愛『さくらんぼ』                                   | 掛橋沙耶香                                                                       |          |
| 11 | 07月27日        | 掛橋の「さくらんぼ」&北川が「守ってあげたい」&早川がCHEMISTRY 川畑要と「Love Forever」&「PIECES OF AFREAM」を全員で熱唱!                                                                       | 松任谷由実『守ってあげたい』                           | 北川悠理                                                                         |          |
| 11 | 07月27日        | 掛橋の「さくらんぼ」&北川が「守ってあげたい」&早川がCHEMISTRY 川畑要と「Love Forever」&「PIECES OF AFREAM」を全員で熱唱!                                                                       | 加藤ミリヤ×清水翔太『Love Forever』                    | 早川聖来、川畑要                                                                 |          |
| 11 | 07月27日        | 掛橋の「さくらんぼ」&北川が「守ってあげたい」&早川がCHEMISTRY 川畑要と「Love Forever」&「PIECES OF AFREAM」を全員で熱唱!                                                                       | CHEMISTRY『PIECES OF A DREAM』                         | メンバー全員、川畑要                                                             |          |
| 12 | 08月03日        | 黒見、佐藤、清宮、矢久保の「夏祭り」&筒井が「MajiでKoiする5秒前」&清宮レイと早見優が「夏のお嬢さん」&「叩いてかぶってジャンケンポン」                                                          | JITTERIN'JINN『夏祭り』                                | 黒見明香、佐藤璃果、清宮レイ、矢久保美緒                                         |          |
| 12 | 08月03日        | 黒見、佐藤、清宮、矢久保の「夏祭り」&筒井が「MajiでKoiする5秒前」&清宮レイと早見優が「夏のお嬢さん」&「叩いてかぶってジャンケンポン」                                                          | 広末涼子『MajiでKoiする5秒前』                         | 筒井あやめ                                                                       |          |
| 12 | 08月03日        | 黒見、佐藤、清宮、矢久保の「夏祭り」&筒井が「MajiでKoiする5秒前」&清宮レイと早見優が「夏のお嬢さん」&「叩いてかぶってジャンケンポン」                                                          | 榊原郁恵『夏のお嬢さん』                               | 清宮レイ、早見優                                                                 |          |
| 13 | 08月10日        | 北川、柴田が「白い雲のように」&遠藤の「木綿のハンカチーフ」&賀喜がSHOW-YA寺田恵子が「勝手にしやがれ」&「限界LOVERS」熱唱!                                                                      | 猿岩石『白い雲のように』                               | 北川悠理、柴田柚菜                                                               |          |
| 13 | 08月10日        | 北川、柴田が「白い雲のように」&遠藤の「木綿のハンカチーフ」&賀喜がSHOW-YA寺田恵子が「勝手にしやがれ」&「限界LOVERS」熱唱!                                                                      | 太田裕美『木綿のハンカチーフ』                         | 遠藤さくら                                                                       |          |
| 13 | 08月10日        | 北川、柴田が「白い雲のように」&遠藤の「木綿のハンカチーフ」&賀喜がSHOW-YA寺田恵子が「勝手にしやがれ」&「限界LOVERS」熱唱!                                                                      | 沢田研二『勝手にしやがれ』                             | 賀喜遥香、寺田恵子                                                               |          |
| 13 | 08月10日        | 北川、柴田が「白い雲のように」&遠藤の「木綿のハンカチーフ」&賀喜がSHOW-YA寺田恵子が「勝手にしやがれ」&「限界LOVERS」熱唱!                                                                      | SHOW-YA『限界LOVERS』                                  | メンバー全員、寺田恵子                                                           |          |
| 14 | 08月17日        | 弓木が「EZ DO DANCE」遠藤、金川、田村、松尾のキレキレダンンス!ぺこぱ松陰寺もラップで乱入&早川の「オリビアを聴きながら」& 賀喜、千秋の「FACE」&「POWER」を全員でポケットビスケッツの名曲を熱唱! | TRF『EZ DO DANCE』                                     | 弓木奈於 with スーパーやんちゃんず                                               |          |
| 14 | 08月17日        | 弓木が「EZ DO DANCE」遠藤、金川、田村、松尾のキレキレダンンス!ぺこぱ松陰寺もラップで乱入&早川の「オリビアを聴きながら」& 賀喜、千秋の「FACE」&「POWER」を全員でポケットビスケッツの名曲を熱唱! | 杏里『オリビアを聴きながら』                           | 早川聖来                                                                         |          |
| 14 | 08月17日        | 弓木が「EZ DO DANCE」遠藤、金川、田村、松尾のキレキレダンンス!ぺこぱ松陰寺もラップで乱入&早川の「オリビアを聴きながら」& 賀喜、千秋の「FACE」&「POWER」を全員でポケットビスケッツの名曲を熱唱! | globe『FACE』                                          | 賀喜遥香、千秋                                                                   |          |
| 14 | 08月17日        | 弓木が「EZ DO DANCE」遠藤、金川、田村、松尾のキレキレダンンス!ぺこぱ松陰寺もラップで乱入&早川の「オリビアを聴きながら」& 賀喜、千秋の「FACE」&「POWER」を全員でポケットビスケッツの名曲を熱唱! | ポケットビスケッツ『POWER』                            | メンバー全員、千秋                                                               |          |
| 15 | 08月24日        | 清宮、林、金川、柴田が伝説のアイドル夏歌メドレー! ご本人登場&掛橋が「ハナミズキ」 | 西田ひかる『人生変えちゃう夏かもね』                   | 林瑠奈                                                                           | [ 注 6 ] |
| 15 | 08月24日        | 清宮、林、金川、柴田が伝説のアイドル夏歌メドレー! ご本人登場&掛橋が「ハナミズキ」 | 松田聖子『夏の扉』                                     | 清宮レイ                                                                         | [ 注 6 ] |
| 15 | 08月24日        | 清宮、林、金川、柴田が伝説のアイドル夏歌メドレー! ご本人登場&掛橋が「ハナミズキ」 | 森高千里『17才』                                       | 金川紗耶                                                                         | [ 注 6 ] |
| 15 | 08月24日        | 清宮、林、金川、柴田が伝説のアイドル夏歌メドレー! ご本人登場&掛橋が「ハナミズキ」 | 天地真理『恋する夏の日』                               | 田村真佑、筒井あやめ                                                             | [ 注 6 ] |
| 15 | 08月24日        | 清宮、林、金川、柴田が伝説のアイドル夏歌メドレー! ご本人登場&掛橋が「ハナミズキ」 | Toshi&Naoko『夏ざかりほの字組』                        | 早川聖来、松陰寺太勇                                                             | [ 注 6 ] |
| 15 | 08月24日        | 清宮、林、金川、柴田が伝説のアイドル夏歌メドレー! ご本人登場&掛橋が「ハナミズキ」 | 浅香唯『C-Girl』                                       | 柴田柚菜、浅香唯                                                                 | [ 注 6 ] |
| 15 | 08月24日        | 清宮、林、金川、柴田が伝説のアイドル夏歌メドレー! ご本人登場&掛橋が「ハナミズキ」 | 一青窈『ハナミズキ』                                   | 掛橋沙耶香                                                                       | [ 注 6 ] |
| 16 | 08月31日        | 柴田、清宮、早川、遠藤、北川、掛橋、賀喜の90年代ドラマ主題歌メドレー&林が渡瀬マキと「今すぐKiss Me」&「YAH YAH YAH」                                                                           | 久保田利伸 with NAOMI CAMPBELL『LA・LA・LA LOVE SONG』 | 柴田柚菜、清宮レイ、早川聖来                                                     | [ 注 7 ] |
| 16 | 08月31日        | 柴田、清宮、早川、遠藤、北川、掛橋、賀喜の90年代ドラマ主題歌メドレー&林が渡瀬マキと「今すぐKiss Me」&「YAH YAH YAH」                                                                           | スピッツ『空も飛べるはず』                             | 遠藤さくら、北川悠理                                                             | [ 注 7 ] |
| 16 | 08月31日        | 柴田、清宮、早川、遠藤、北川、掛橋、賀喜の90年代ドラマ主題歌メドレー&林が渡瀬マキと「今すぐKiss Me」&「YAH YAH YAH」                                                                           | 中島みゆき『空と君のあいだに』                         | 矢久保美緒                                                                       | [ 注 7 ] |
| 16 | 08月31日        | 柴田、清宮、早川、遠藤、北川、掛橋、賀喜の90年代ドラマ主題歌メドレー&林が渡瀬マキと「今すぐKiss Me」&「YAH YAH YAH」                                                                           | 岡本真夜『TOMORROW』                                   | 掛橋沙耶香                                                                       | [ 注 7 ] |
| 16 | 08月31日        | 柴田、清宮、早川、遠藤、北川、掛橋、賀喜の90年代ドラマ主題歌メドレー&林が渡瀬マキと「今すぐKiss Me」&「YAH YAH YAH」                                                                           | 小田和正『ラブ・ストーリーは突然に』                   | 賀喜遥香                                                                         | [ 注 7 ] |
| 16 | 08月31日        | 柴田、清宮、早川、遠藤、北川、掛橋、賀喜の90年代ドラマ主題歌メドレー&林が渡瀬マキと「今すぐKiss Me」&「YAH YAH YAH」                                                                           | LINDBERG『今すぐKiss Me』                              | 林瑠奈、渡瀬マキ                                                                 | [ 注 7 ] |
| 16 | 08月31日        | 柴田、清宮、早川、遠藤、北川、掛橋、賀喜の90年代ドラマ主題歌メドレー&林が渡瀬マキと「今すぐKiss Me」&「YAH YAH YAH」                                                                           | CHAGE&ASKA『YAH YAH YAH』                              | メンバー全員、渡瀬マキ                                                           | [ 注 7 ] |
| 17 | 09月07日        | 80年代アニソンメドレー! ラムちゃん&キャッツアイ&奇面組＆岩崎良美「タッチ」 | 杏里『CAT'S EYE』                                      | 賀喜遥香、金川紗耶、松尾美佑                                                     |          |
| 17 | 09月07日        | 80年代アニソンメドレー! ラムちゃん&キャッツアイ&奇面組＆岩崎良美「タッチ」 | 高橋洋樹『魔訶不思議アドベンチャー!』                  | 掛橋沙耶香、黒見明香                                                             |          |
| 17 | 09月07日        | 80年代アニソンメドレー! ラムちゃん&キャッツアイ&奇面組＆岩崎良美「タッチ」 | 永井真理子『ミラクル・ガール』                         | 佐藤璃果                                                                         |          |
| 17 | 09月07日        | 80年代アニソンメドレー! ラムちゃん&キャッツアイ&奇面組＆岩崎良美「タッチ」 | 松谷祐子『ラムのラブソング』                           | 遠藤さくら                                                                       |          |
| 17 | 09月07日        | 80年代アニソンメドレー! ラムちゃん&キャッツアイ&奇面組＆岩崎良美「タッチ」 | うしろ髪ひかれ隊『時の河を越えて』                     | 早川聖来、林瑠奈、弓木奈於                                                       |          |
| 17 | 09月07日        | 80年代アニソンメドレー! ラムちゃん&キャッツアイ&奇面組＆岩崎良美「タッチ」 | 岩崎良美『タッチ』                                     | 筒井あやめ、岩崎良美                                                             |          |
| 18 | 09月14日        | 柴田「揺れる想い」&林「プレイバックpart2」&西田ひかるとジェスチャーゲーム | ZARD『揺れる想い』                                     | 柴田柚菜                                                                         |          |
| 18 | 09月14日        | 柴田「揺れる想い」&林「プレイバックpart2」&西田ひかるとジェスチャーゲーム | 山口百恵『プレイバックPart2』                          | 林瑠奈、西田ひかる                                                               |          |
| 18 | 09月14日        | 柴田「揺れる想い」&林「プレイバックpart2」&西田ひかるとジェスチャーゲーム | 西田ひかる『きっと愛がある』                           | メンバー全員、西田ひかる                                                         |          |
| 19 | 09月21日        | 愛の歌特集! 早川「大阪LOVER」&筒井・清宮「ベイビー・アイラブユー」&掛橋「なごり雪」&告白大喜利!                                                                                                | DREAMS COME TRUE『大阪LOVER』                          | 早川聖来 with スーパーやんちゃんず                                               |          |
| 19 | 09月21日        | 愛の歌特集! 早川「大阪LOVER」&筒井・清宮「ベイビー・アイラブユー」&掛橋「なごり雪」&告白大喜利!                                                                                                | TEE『ベイビー・アイラブユー』                          | 清宮レイ、筒井あやめ                                                             |          |
| 19 | 09月21日        | 愛の歌特集! 早川「大阪LOVER」&筒井・清宮「ベイビー・アイラブユー」&掛橋「なごり雪」&告白大喜利!                                                                                                | イルカ『なごり雪』                                     | 掛橋沙耶香                                                                       |          |
| 20 | 09月28日        | AKB48&モーニング娘。平成スーパーアイドルソングSP | AKB48『フライングゲット』                              | 佐藤璃果、清宮レイ、田村真佑、林瑠奈、松尾美佑                                   |          |
| 20 | 09月28日        | AKB48&モーニング娘。平成スーパーアイドルソングSP | ミニモニ。『ミニモニ。ジャンケンぴょん!』              | 掛橋沙耶香、北川悠理、黒見明香、矢久保美緒                                       |          |
| 20 | 09月28日        | AKB48&モーニング娘。平成スーパーアイドルソングSP | 渡り廊下走り隊『初恋ダッシュ』                         | 佐藤璃果、柴田柚菜、筒井あやめ                                                   |          |
| 20 | 09月28日        | AKB48&モーニング娘。平成スーパーアイドルソングSP | モーニング娘。『恋愛レボリューション21』               | 遠藤さくら、賀喜遥香、金川紗耶、清宮レイ、田村真佑、早川聖来、松尾美佑、弓木奈於 |          |

### 放送時間
| 放送期間                  | 放送日時                     | 放送局                | 対象地域   | 備考                        |
| ------------------------- | ---------------------------- | --------------------- | ---------- | --------------------------- |
| 2021年05月11日 - 09月28日 | 火曜 1:29 - 1:59（月曜深夜） | 日本テレビ（NTV）     | 関東広域圏 | 制作局                      |
| 2021年05月19日 - 10月6日  | 水曜 2:04 - 2:34（火曜深夜） | 静岡第一テレビ（SDT） | 静岡県     | 遅れネット                  |
| 2021年05月30日 - 10月17日 | 日曜 2:00 - 2:30（土曜深夜） | 福岡放送（FBS）       | 福岡県     | 遅れネット                  |
| 2021年06月02日 - 10月13日 | 水曜 0:59 - 1:29（火曜深夜） | テレビ新潟（TeNY）    | 新潟県     | 遅れネット                  |
| 2021年06月03日 - 10月14日 | 木曜 0:59 - 1:29（水曜深夜） | ミヤギテレビ（MMT）   | 宮城県     | 遅れネット                  |
| 2022年06月01日 -          | 水曜 23:00 - 23:30           | MONDO TV（CS放送）    | 日本全域   | 遅れネット/リピート放送あり |

### スタッフ
- 企画プロデュース：秋元康[30]
- ナレーション：じんぼぼんじ[31]
- 構成：三田卓人、橋本圭太朗、須長晋之介
- 振付：高田あゆみ
- TM：望月隆史
- SM：荻野高康
- CAM：福田伸一郎
- VE：向山江梨佳
- MIX：宮内貞
- 技術協力：NiTRO
- 照明：村上洋平（日テレアート）
- 美術：栗原和也（日テレアート）
- モニター：鈴木豊、畑中太
- 編集：塩原裕弥弥（Eno Studio）
- MA：足達健太郎（casinodrlve）
- 音効：佐藤裕二（KRエンタープライズ）
- 音楽：カンケ
- タイトル：熊谷千恵子
- イラスト：島田つか沙
- 宣伝：佐野絵梨
- デスク：保坂淳子
- AP：鎌田織恵、髙橋桃花
- AD：藤澤太郎、石山美咲、熱方楓人、池田ひかり、川口真奈加、木皿風花、児矢野和美、榊原凪、髙野志織
- チーフディレクター：福田達朗
- ディレクター：永田香織、種市凌
- 製作：南波昌人[30]
- プロデューサー：毛利忍、植野浩之、水田貴久、増田俊二郎、五十嵐邦延[30]
- 演出：佐藤正樹[30]
- 企画制作：日本テレビ[30]
- 制作協力：サルベージ[30]
- 制作著作：「乃木坂スター誕生!」製作委員会[注 10][30]

## 乃木坂スター誕生!2
『乃木坂スター誕生!2』（のぎざかスターたんじょう!ツー）は、2021年10月12日（11日深夜）から2022年3月8日（7日深夜）日本テレビで放送されたバラエティ番組である。上記のシーズン1から大きく変更された点としては、従来の4期生単体だけでなく、3期生以前の先輩メンバーも毎回若干名出場した点である。

### 出演者
MC 
- ぺこぱ（シュウペイ・松陰寺太勇）[6][3]

 キャスト 
- 乃木坂46[注 11]
  - 4期生：遠藤さくら、賀喜遥香、掛橋沙耶香、金川紗耶、北川悠理、黒見明香、佐藤璃果、柴田柚菜、清宮レイ、田村真佑、筒井あやめ、早川聖来、林瑠奈、松尾美佑、矢久保美緒、弓木奈於
- 先輩メンバー
  - 樋口日奈 - 第1回[3][32]、第8回[33]
  - 久保史緒里 - 第2回[34]、第10回[35]、第18回[36]
  - 秋元真夏 - 第3回[37]、第14回[38]
  - 中村麗乃 - 第3回[37]、第17回[39]
  - 和田まあや - 第3回[37]
  - 梅澤美波 - 第4回[40]、第19回[41]
  - 伊藤理々杏 - 第4回[40]、第12回[42]、第15回[43]、第19回[41]
  - 阪口珠美、佐藤楓、吉田綾乃クリスティー - 第4回[40]、第12回[42]
  - 与田祐希 - 第5回[44]、第7回[45]
  - 新内眞衣 - 第6回[46]
  - 北野日奈子 - 第9回[47]、第16回[48]
  - 山下美月 - 第11回[49]
  - 向井葉月 - 第13回[50]
  - 鈴木絢音 - 第16回[48]

 ゲスト 
- 未唯mie - 第1回[3][32]
- DJ KOO - 第2回[34]
- 松本伊代 - 第3回[37]
- 森口博子 - 第4回[40]
- 松崎しげる - 第5回[44]
- 鶴久政治 - 第6回[46]
- 永井真理子 - 第7回[45]
- 山本リンダ、神取忍、ライディーン鋼 - 第8回[33]
- 小野正利 - 第9回[47]
- 小林幸子 - 第10回[35]
- 渡辺美奈代 - 第12回[42]
- 南こうせつ - 第13回[50]
- 藤森慎吾（オリエンタルラジオ） - 第14回[38]
- 小柳ルミ子 - 第15回[43]
- アグネス・チャン - 第16回[48]
- 国生さゆり - 第17回[39]
- ジュディ・オング - 第18回[36]
- 荻野目洋子 - 第19回[41]
- 藤巻亮太（レミオロメン） - 第20回[51]

### コーナー
梨元シュウペイのシュウペイMEMO
シングルの曲に纏わる伝説

### 放送日程
| 回 | 放送日          | 放送内容 | 曲                                                              | 歌唱                                                                               | 備考 |
| -- | --------------- | --- | --------------------------------------------------------------- | ---------------------------------------------------------------------------------- | ---- |
| 1  | 2021年 10月12日 | ピンク・レディーSP! 名曲の数々を未唯mieとコラボ! 1期生・樋口日奈も登場!                                                                           | ピンク・レディー『S・O・S』                                     | 清宮レイ、筒井あやめ、未唯mie                                                      |      |
| 1  | 2021年 10月12日 | ピンク・レディーSP! 名曲の数々を未唯mieとコラボ! 1期生・樋口日奈も登場!                                                                           | ピンク・レディー『サウスポー』                                  | 佐藤璃果、林瑠奈、未唯mie                                                          |      |
| 1  | 2021年 10月12日 | ピンク・レディーSP! 名曲の数々を未唯mieとコラボ! 1期生・樋口日奈も登場!                                                                           | ピンク・レディー『UFO』                                         | 樋口日奈、田村真佑、早川聖来、未唯mie                                              |      |
| 1  | 2021年 10月12日 | ピンク・レディーSP! 名曲の数々を未唯mieとコラボ! 1期生・樋口日奈も登場!                                                                           | ピンク・レディー『渚のシンドバッド』                            | 遠藤さくら、賀喜遥香、掛橋沙耶香、柴田柚菜、未唯mie                                |      |
| 2  | 10月19日        | 小室哲哉名曲SP DJKOO緊急参戦! 3期生の歌姫久保史緒里も登場!                                                                                        | TRF『CRAZY GONNA CRAZY』                                        | 弓木奈於 with スーパーやんちゃんず、DJ KOO                                         |      |
| 2  | 10月19日        | 小室哲哉名曲SP DJKOO緊急参戦! 3期生の歌姫久保史緒里も登場!                                                                                        | H Jungle with t『WOW WAR TONIGHT 〜時には起こせよムーヴメント』 | 北川悠理、柴田柚菜、林瑠奈、ぺこぱ、DJ KOO                                         |      |
| 2  | 10月19日        | 小室哲哉名曲SP DJKOO緊急参戦! 3期生の歌姫久保史緒里も登場!                                                                                        | 華原朋美『I'm proud』                                           | 久保史緒里                                                                         |      |
| 2  | 10月19日        | 小室哲哉名曲SP DJKOO緊急参戦! 3期生の歌姫久保史緒里も登場!                                                                                        | TK presents こねっと『YOU ARE THE ONE』                         | 4期生全員、DJ KOO                                                                  |      |
| 3  | 10月26日        | テレビから生まれた名曲SP! ゲストは松本伊代! そして秋元真夏&和田まあや&中村麗乃                                                                    | イモ欽トリオ『ハイスクールララバイ』                            | 黒見明香、矢久保美緒、松本伊代                                                     |      |
| 3  | 10月26日        | テレビから生まれた名曲SP! ゲストは松本伊代! そして秋元真夏&和田まあや&中村麗乃                                                                    | 羞恥心『羞恥心』                                                | 和田まあや、中村麗乃、弓木奈於                                                     |      |
| 3  | 10月26日        | テレビから生まれた名曲SP! ゲストは松本伊代! そして秋元真夏&和田まあや&中村麗乃                                                                    | ブラックビスケッツ『Timing』                                    | 掛橋沙耶香、ぺこぱ                                                                 |      |
| 3  | 10月26日        | テレビから生まれた名曲SP! ゲストは松本伊代! そして秋元真夏&和田まあや&中村麗乃                                                                    | 松本伊代『センチメンタル・ジャーニー』                          | 秋元真夏、松本伊代                                                                 |      |
| 4  | 11月2日         | 仮装でハロウィーンSP! ゲストは元祖バラドル森口博子&3期生、阪口・佐藤・伊藤・吉田も登場!                                                           | 小泉今日子『学園天国』                                          | 掛橋沙耶香、清宮レイ、森口博子                                                     |      |
| 4  | 11月2日         | 仮装でハロウィーンSP! ゲストは元祖バラドル森口博子&3期生、阪口・佐藤・伊藤・吉田も登場!                                                           | JITTERIN'JINN『プレゼント』                                     | 遠藤さくら、金川紗耶、黒見明香、田村真佑、松尾美佑、矢久保美緒                     |      |
| 4  | 11月2日         | 仮装でハロウィーンSP! ゲストは元祖バラドル森口博子&3期生、阪口・佐藤・伊藤・吉田も登場!                                                           | DJ OZMA『アゲ♂アゲ♂EVERY☆騎士』                                 | 梅澤美波 with スーパーたまちゃんず                                                 |      |
| 4  | 11月2日         | 仮装でハロウィーンSP! ゲストは元祖バラドル森口博子&3期生、阪口・佐藤・伊藤・吉田も登場!                                                           | 森口博子『ホイッスル』                                          | 弓木奈於、森口博子                                                                 |      |
| 5  | 11月9日         | 与田&筒井「愛のしるし」&柴田「恋しさとせつなさと心強さと」&松崎しげるが賀喜とデュエットで大テレ                                                   | PUFFY『愛のしるし』                                             | 与田祐希、筒井あやめ                                                               |      |
| 5  | 11月9日         | 与田&筒井「愛のしるし」&柴田「恋しさとせつなさと心強さと」&松崎しげるが賀喜とデュエットで大テレ                                                   | 篠原涼子『恋しさと せつなさと 心強さと』                        | 柴田柚菜 with スーパーやんちゃんず                                                 |      |
| 5  | 11月9日         | 与田&筒井「愛のしるし」&柴田「恋しさとせつなさと心強さと」&松崎しげるが賀喜とデュエットで大テレ                                                   | 松崎しげる『愛のメモリー』                                      | 賀喜遥香、松崎しげる                                                               |      |
| 5  | 11月9日         | 与田&筒井「愛のしるし」&柴田「恋しさとせつなさと心強さと」&松崎しげるが賀喜とデュエットで大テレ                                                   | 坂本九『見上げてごらん夜の星を』                                | 賀喜遥香、掛橋沙耶香、北川悠理、柴田柚菜、弓木奈於、松崎しげる                     |      |
| 6  | 11月16日        | 新内「ギザギザハートの子守唄」&賀喜が鶴久政治とデュエット&佐藤「神様のヘルプ!」&早川「ジュリアに傷心」&田村・松尾がDJに初挑戦!                    | チェッカーズ『ギザギザハートの子守唄』                          | 新内眞衣、鶴久政治                                                                 |      |
| 6  | 11月16日        | 新内「ギザギザハートの子守唄」&賀喜が鶴久政治とデュエット&佐藤「神様のヘルプ!」&早川「ジュリアに傷心」&田村・松尾がDJに初挑戦!                    | チェッカーズ『神様ヘルプ!』                                     | 佐藤璃果、鶴久政治                                                                 |      |
| 6  | 11月16日        | 新内「ギザギザハートの子守唄」&賀喜が鶴久政治とデュエット&佐藤「神様のヘルプ!」&早川「ジュリアに傷心」&田村・松尾がDJに初挑戦!                    | チェッカーズ『ジュリアに傷心』                                  | 早川聖来、鶴久政治                                                                 |      |
| 6  | 11月16日        | 新内「ギザギザハートの子守唄」&賀喜が鶴久政治とデュエット&佐藤「神様のヘルプ!」&早川「ジュリアに傷心」&田村・松尾がDJに初挑戦!                    | チェッカーズ『夜明けのブレス』                                  | 賀喜遥香、鶴久政治                                                                 |      |
| 7  | 11月23日        | いい夫婦のの日SP! 与田・スーパーやんちゃんずが恋ダンス&柴田「大切なあなた」&矢久保「私がオバさんになっても」&佐藤「ZUTTO」                        | 星野源『恋』                                                    | 与田祐希 with スーパーやんちゃんず                                                 |      |
| 7  | 11月23日        | いい夫婦のの日SP! 与田・スーパーやんちゃんずが恋ダンス&柴田「大切なあなた」&矢久保「私がオバさんになっても」&佐藤「ZUTTO」                        | 森高千里『私がオバさんになっても』                              | 矢久保美緒                                                                         |      |
| 7  | 11月23日        | いい夫婦のの日SP! 与田・スーパーやんちゃんずが恋ダンス&柴田「大切なあなた」&矢久保「私がオバさんになっても」&佐藤「ZUTTO」                        | 松田聖子『大切なあなた』                                        | 柴田柚菜、永井真理子                                                               |      |
| 7  | 11月23日        | いい夫婦のの日SP! 与田・スーパーやんちゃんずが恋ダンス&柴田「大切なあなた」&矢久保「私がオバさんになっても」&佐藤「ZUTTO」                        | 永井真理子『ZUTTO』                                             | 佐藤璃果、永井真理子                                                               |      |
| 8  | 11月30日        | 山本リンダ登場! 樋口&早川と「狙いうち」「どうにもとまらない」▽遠藤&筒井「こまっちゃうナ」▽清宮&松尾がビューティ・ペア▽黒見「ひなげしの花」        | 山本リンダ『こまっちゃうナ』                                    | 遠藤さくら、筒井あやめ                                                             |      |
| 8  | 11月30日        | 山本リンダ登場! 樋口&早川と「狙いうち」「どうにもとまらない」▽遠藤&筒井「こまっちゃうナ」▽清宮&松尾がビューティ・ペア▽黒見「ひなげしの花」        | ビューティ・ペア『かけめぐる青春』                              | 清宮レイ、松尾美佑                                                                 |      |
| 8  | 11月30日        | 山本リンダ登場! 樋口&早川と「狙いうち」「どうにもとまらない」▽遠藤&筒井「こまっちゃうナ」▽清宮&松尾がビューティ・ペア▽黒見「ひなげしの花」        | アグネス・チャン『ひなげしの花』                                | 黒見明香                                                                           |      |
| 8  | 11月30日        | 山本リンダ登場! 樋口&早川と「狙いうち」「どうにもとまらない」▽遠藤&筒井「こまっちゃうナ」▽清宮&松尾がビューティ・ペア▽黒見「ひなげしの花」        | 山本リンダ『どうにもとまらない』                                | 早川聖来、山本リンダ                                                               |      |
| 8  | 11月30日        | 山本リンダ登場! 樋口&早川と「狙いうち」「どうにもとまらない」▽遠藤&筒井「こまっちゃうナ」▽清宮&松尾がビューティ・ペア▽黒見「ひなげしの花」        | 山本リンダ『狙いうち』                                          | 樋口日奈、山本リンダ                                                               |      |
| 9  | 12月7日         | 小野正利登場! 北川と「You're the only…」&賀喜と「promise」▽北野「じょいふる」▽林&弓木が「フレンズ」▽清宮「好き」                                  | いきものがかり『じょいふる』                                    | 北野日奈子、掛橋沙耶香、金川紗耶、矢久保美緒                                       |      |
| 9  | 12月7日         | 小野正利登場! 北川と「You're the only…」&賀喜と「promise」▽北野「じょいふる」▽林&弓木が「フレンズ」▽清宮「好き」                                  | REBECCA『フレンズ』                                             | 林瑠奈、弓木奈於                                                                   |      |
| 9  | 12月7日         | 小野正利登場! 北川と「You're the only…」&賀喜と「promise」▽北野「じょいふる」▽林&弓木が「フレンズ」▽清宮「好き」                                  | 広瀬香美『promise』                                             | 賀喜遥香、小野正利                                                                 |      |
| 9  | 12月7日         | 小野正利登場! 北川と「You're the only…」&賀喜と「promise」▽北野「じょいふる」▽林&弓木が「フレンズ」▽清宮「好き」                                  | 小野正利『You're the Only…』                                    | 北川悠理、小野正利                                                                 |      |
| 10 | 12月14日        | 演歌に初挑戦! 小林幸子登場! 林「おもいで酒」小野正利登場! ▽早川&弓木「人生いろいろ」▽久保「津軽海峡・冬景色」▽賀喜「お祭りマンボ」                | 小林幸子『おもいで酒』                                          | 林瑠奈、小林幸子                                                                   |      |
| 10 | 12月14日        | 演歌に初挑戦! 小林幸子登場! 林「おもいで酒」小野正利登場! ▽早川&弓木「人生いろいろ」▽久保「津軽海峡・冬景色」▽賀喜「お祭りマンボ」                | 島倉千代子『人生いろいろ』                                      | 早川聖来、弓木奈於                                                                 |      |
| 10 | 12月14日        | 演歌に初挑戦! 小林幸子登場! 林「おもいで酒」小野正利登場! ▽早川&弓木「人生いろいろ」▽久保「津軽海峡・冬景色」▽賀喜「お祭りマンボ」                | 石川さゆり『津軽海峡・冬景色』                                  | 久保史緒里                                                                         |      |
| 10 | 12月14日        | 演歌に初挑戦! 小林幸子登場! 林「おもいで酒」小野正利登場! ▽早川&弓木「人生いろいろ」▽久保「津軽海峡・冬景色」▽賀喜「お祭りマンボ」                | 美空ひばり『お祭りマンボ』                                      | 賀喜遥香、小林幸子                                                                 |      |
| 11 | 12月21日        | サンタ衣装でクリスマスSP! 山下&スーパーやんんちゃんず「恋人がサンタクロース」 ▽北川&柴田「クリスマス・イブ」 ▽金川&田村「ジン ジン ジングルベル」 | 『ジングルベル』                                                | 遠藤さくら、金川紗耶、北川悠理、黒見明香、柴田柚菜、松尾美佑、矢久保美緒、弓木奈於 |      |
| 11 | 12月21日        | サンタ衣装でクリスマスSP! 山下&スーパーやんんちゃんず「恋人がサンタクロース」 ▽北川&柴田「クリスマス・イブ」 ▽金川&田村「ジン ジン ジングルベル」 | 『赤鼻のトナカイ』                                              | 4期生全員、ぺこぱ                                                                  |      |
| 11 | 12月21日        | サンタ衣装でクリスマスSP! 山下&スーパーやんんちゃんず「恋人がサンタクロース」 ▽北川&柴田「クリスマス・イブ」 ▽金川&田村「ジン ジン ジングルベル」 | 山下達郎『クリスマス・イブ』                                    | 北川悠理、柴田柚菜                                                                 |      |
| 11 | 12月21日        | サンタ衣装でクリスマスSP! 山下&スーパーやんんちゃんず「恋人がサンタクロース」 ▽北川&柴田「クリスマス・イブ」 ▽金川&田村「ジン ジン ジングルベル」 | 松任谷由実『恋人がサンタクロース』                              | 山下美月 with スーパーやんちゃんず                                                 |      |
| 11 | 12月21日        | サンタ衣装でクリスマスSP! 山下&スーパーやんんちゃんず「恋人がサンタクロース」 ▽北川&柴田「クリスマス・イブ」 ▽金川&田村「ジン ジン ジングルベル」 | 森高千里『ジン ジン ジングルベル』                              | 金川紗耶、田村真佑                                                                 |      |
| 12 | 2022年 1月11日  | 渡辺美奈代とおニャンコ「お先に失礼」▽筒井「桃色片思い」▽清宮with乃木スタメイツ「スマイル・フォーミー」▽理々杏「ツイてるねノッてるね」             | 松浦亜弥『♡桃色片想い♡』                                        | 筒井あやめ、渡辺美奈代                                                             |      |
| 12 | 2022年 1月11日  | 渡辺美奈代とおニャンコ「お先に失礼」▽筒井「桃色片思い」▽清宮with乃木スタメイツ「スマイル・フォーミー」▽理々杏「ツイてるねノッてるね」             | 河合奈保子『スマイル・フォー・ミー』                            | 清宮レイ with 乃木スタメイツ                                                       |      |
| 12 | 2022年 1月11日  | 渡辺美奈代とおニャンコ「お先に失礼」▽筒井「桃色片思い」▽清宮with乃木スタメイツ「スマイル・フォーミー」▽理々杏「ツイてるねノッてるね」             | 中山美穂『ツイてるねノッてるね』                                | 伊藤理々杏 with スーパーたまちゃんず                                               |      |
| 12 | 2022年 1月11日  | 渡辺美奈代とおニャンコ「お先に失礼」▽筒井「桃色片思い」▽清宮with乃木スタメイツ「スマイル・フォーミー」▽理々杏「ツイてるねノッてるね」             | おニャン子クラブ『お先に失礼』                                  | 掛橋沙耶香、黒見明香、佐藤璃果、松尾美佑、矢久保美緒、渡辺美奈代                   |      |
| 13 | 1月17日         | 向井がギター弾き語り! 南こうせつと「神田川」▽遠藤&筒井「白い色は恋人の色」▽掛橋が初ギターソロ伴奏、北川「心の旅」▽清宮「カントリーロード」        | 南こうせつとかぐや姫『神田川』                                  | 向井葉月、南こうせつ                                                               |      |
| 13 | 1月17日         | 向井がギター弾き語り! 南こうせつと「神田川」▽遠藤&筒井「白い色は恋人の色」▽掛橋が初ギターソロ伴奏、北川「心の旅」▽清宮「カントリーロード」        | ベッツイ&クリス『白い色は恋人の色』                             | 遠藤さくら、筒井あやめ                                                             |      |
| 13 | 1月17日         | 向井がギター弾き語り! 南こうせつと「神田川」▽遠藤&筒井「白い色は恋人の色」▽掛橋が初ギターソロ伴奏、北川「心の旅」▽清宮「カントリーロード」        | チューリップ『心の旅』                                          | 掛橋沙耶香、北川悠理                                                               |      |
| 13 | 1月17日         | 向井がギター弾き語り! 南こうせつと「神田川」▽遠藤&筒井「白い色は恋人の色」▽掛橋が初ギターソロ伴奏、北川「心の旅」▽清宮「カントリーロード」        | ジョン・デンバー『Take Me Home，Country Roads』                 | 清宮レイ、南こうせつ                                                               |      |
| 14 | 1月25日         | オリラジ藤森持ち込み企画! 柴田「innocent world」▽賀喜「HOWEVER」▽秋元&田村「CHE.R.RY」▽早川「PERFECT HUMAN」                                      | Mr.Children『innocent world』                                   | 柴田柚菜、藤森慎吾                                                                 |      |
| 14 | 1月25日         | オリラジ藤森持ち込み企画! 柴田「innocent world」▽賀喜「HOWEVER」▽秋元&田村「CHE.R.RY」▽早川「PERFECT HUMAN」                                      | GLAY『HOWEVER』                                                 | 賀喜遥香、藤森慎吾                                                                 |      |
| 14 | 1月25日         | オリラジ藤森持ち込み企画! 柴田「innocent world」▽賀喜「HOWEVER」▽秋元&田村「CHE.R.RY」▽早川「PERFECT HUMAN」                                      | YUI『CHE.R.RY』                                                 | 秋元真夏、田村真佑                                                                 |      |
| 14 | 1月25日         | オリラジ藤森持ち込み企画! 柴田「innocent world」▽賀喜「HOWEVER」▽秋元&田村「CHE.R.RY」▽早川「PERFECT HUMAN」                                      | RADIO FISH『PERFECT HUMAN』                                     | 早川聖来 with NOGI FISH、藤森慎吾                                                  |      |
| 15 | 2月1日          | 小柳ルミ子登場! 黒見&弓木「瀬戸の花嫁」▽伊藤&柴田「White Love」▽林「白い恋人達」▽清宮「夢の中へ」                                                 | SPEED『White Love』                                             | 伊藤理々杏、柴田柚菜、松尾美佑、矢久保美緒                                         |      |
| 15 | 2月1日          | 小柳ルミ子登場! 黒見&弓木「瀬戸の花嫁」▽伊藤&柴田「White Love」▽林「白い恋人達」▽清宮「夢の中へ」                                                 | 小柳ルミ子『瀬戸の花嫁』                                        | 黒見明香、弓木奈於、小柳ルミ子                                                     |      |
| 15 | 2月1日          | 小柳ルミ子登場! 黒見&弓木「瀬戸の花嫁」▽伊藤&柴田「White Love」▽林「白い恋人達」▽清宮「夢の中へ」                                                 | 桑田佳祐『白い恋人達』                                          | 林瑠奈                                                                             |      |
| 15 | 2月1日          | 小柳ルミ子登場! 黒見&弓木「瀬戸の花嫁」▽伊藤&柴田「White Love」▽林「白い恋人達」▽清宮「夢の中へ」                                                 | 井上陽水『夢の中へ』                                            | 清宮レイ、小柳ルミ子                                                               |      |
| 16 | 2月8日          | アグネス・チャン登場!▽柴田「Chase the Chance」▽北野&鈴木「キセキ」▽黒見「草原の輝き」▽筒井「ハロー・グッバイ」▽掛橋&北川オリジナル曲              | 安室奈美恵『Chase the Chance』                                  | 柴田柚菜 with スーパーやんちゃんず                                                 |      |
| 16 | 2月8日          | アグネス・チャン登場!▽柴田「Chase the Chance」▽北野&鈴木「キセキ」▽黒見「草原の輝き」▽筒井「ハロー・グッバイ」▽掛橋&北川オリジナル曲              | GReeeeN『キセキ』                                               | 北野日奈子、鈴木絢音                                                               |      |
| 16 | 2月8日          | アグネス・チャン登場!▽柴田「Chase the Chance」▽北野&鈴木「キセキ」▽黒見「草原の輝き」▽筒井「ハロー・グッバイ」▽掛橋&北川オリジナル曲              | アグネス・チャン『草原の輝き』                                  | 黒見明香、アグネス・チャン                                                         |      |
| 16 | 2月8日          | アグネス・チャン登場!▽柴田「Chase the Chance」▽北野&鈴木「キセキ」▽黒見「草原の輝き」▽筒井「ハロー・グッバイ」▽掛橋&北川オリジナル曲              | 柏原よしえ『ハロー・グッバイ』                                  | 筒井あやめ、アグネス・チャン                                                       |      |
| 17 | 2月15日         | 国生さゆりとバレンタインSP! 掛橋&佐藤&弓木「大スキ!」▽田村「わたしの彼は左きき」▽遠藤&国生「バレンタイン・キッス」▽中村&金川&清宮「真赤な自転車」 | 広末涼子『大スキ!』                                             | 掛橋沙耶香、佐藤璃果、弓木奈於                                                     |      |
| 17 | 2月15日         | 国生さゆりとバレンタインSP! 掛橋&佐藤&弓木「大スキ!」▽田村「わたしの彼は左きき」▽遠藤&国生「バレンタイン・キッス」▽中村&金川&清宮「真赤な自転車」 | 麻丘めぐみ『わたしの彼は左きき』                                | 田村真佑                                                                           |      |
| 17 | 2月15日         | 国生さゆりとバレンタインSP! 掛橋&佐藤&弓木「大スキ!」▽田村「わたしの彼は左きき」▽遠藤&国生「バレンタイン・キッス」▽中村&金川&清宮「真赤な自転車」 | 国生さゆり with おニャン子クラブ『バレンタイン・キッス』        | 遠藤さくら with 乃木スタメイツ、国生さゆり                                         |      |
| 17 | 2月15日         | 国生さゆりとバレンタインSP! 掛橋&佐藤&弓木「大スキ!」▽田村「わたしの彼は左きき」▽遠藤&国生「バレンタイン・キッス」▽中村&金川&清宮「真赤な自転車」 | おニャン子クラブ『真赤な自転車』                                | 中村麗乃、金川紗耶、清宮レイ、国生さゆり                                           |      |
| 18 | 2月22日         | ジュディ・オング登場!! 久保&賀喜&早川「LOVE涙色」▽松尾「Hello,Again〜昔からある場所〜」▽林「魅せられて」▽北川「異邦人」                           | 松浦亜弥『LOVE涙色』                                            | 久保史緒里、賀喜遥香、早川聖来                                                     |      |
| 18 | 2月22日         | ジュディ・オング登場!! 久保&賀喜&早川「LOVE涙色」▽松尾「Hello,Again〜昔からある場所〜」▽林「魅せられて」▽北川「異邦人」                           | MY LITTLE LOVER『Hello, Again 〜昔からある場所〜』              | 松尾美佑                                                                           |      |
| 18 | 2月22日         | ジュディ・オング登場!! 久保&賀喜&早川「LOVE涙色」▽松尾「Hello,Again〜昔からある場所〜」▽林「魅せられて」▽北川「異邦人」                           | ジュディ・オング『魅せられて』                                  | 林瑠奈、ジュディ・オング                                                           |      |
| 18 | 2月22日         | ジュディ・オング登場!! 久保&賀喜&早川「LOVE涙色」▽松尾「Hello,Again〜昔からある場所〜」▽林「魅せられて」▽北川「異邦人」                           | 久保田早紀『異邦人』                                            | 北川悠理、ジュディ・オング                                                         |      |
| 19 | 3月1日          | 荻野目洋子が登場! 林&弓木と「ダンシング・ヒーロー」▽伊藤&やんちゃんず「Choo Choo TRAIN」▽梅澤「恋におちたら」▽早川「危険なふたり」                | ZOO『Choo Choo TRAIN』                                          | 伊藤理々杏 with スーパーやんちゃんず                                               |      |
| 19 | 3月1日          | 荻野目洋子が登場! 林&弓木と「ダンシング・ヒーロー」▽伊藤&やんちゃんず「Choo Choo TRAIN」▽梅澤「恋におちたら」▽早川「危険なふたり」                | Crystal Kay『恋におちたら』                                     | 梅澤美波                                                                           |      |
| 19 | 3月1日          | 荻野目洋子が登場! 林&弓木と「ダンシング・ヒーロー」▽伊藤&やんちゃんず「Choo Choo TRAIN」▽梅澤「恋におちたら」▽早川「危険なふたり」                | 沢田研二『危険なふたり』                                        | 早川聖来、荻野目洋子                                                               |      |
| 19 | 3月1日          | 荻野目洋子が登場! 林&弓木と「ダンシング・ヒーロー」▽伊藤&やんちゃんず「Choo Choo TRAIN」▽梅澤「恋におちたら」▽早川「危険なふたり」                | 荻野目洋子『ダンシング・ヒーロー』                              | 林瑠奈、弓木奈於、荻野目洋子                                                       |      |
| 20 | 3月8日          | 涙の最終回SP! 藤巻亮太登場! 北川&筒井と「3月9日」▽賀喜&柴田「粉雪」▽掛橋&黒見&佐藤&清宮&矢久保「ザ☆ピ〜ス!」▽全員で「明日があるさ」               | モーニング娘。『ザ☆ピ〜ス!』                                    | 掛橋沙耶香、黒見明香、佐藤璃果、清宮レイ、矢久保美緒                               |      |
| 20 | 3月8日          | 涙の最終回SP! 藤巻亮太登場! 北川&筒井と「3月9日」▽賀喜&柴田「粉雪」▽掛橋&黒見&佐藤&清宮&矢久保「ザ☆ピ〜ス!」▽全員で「明日があるさ」               | レミオロメン『粉雪』                                            | 賀喜遥香、柴田柚菜                                                                 |      |
| 20 | 3月8日          | 涙の最終回SP! 藤巻亮太登場! 北川&筒井と「3月9日」▽賀喜&柴田「粉雪」▽掛橋&黒見&佐藤&清宮&矢久保「ザ☆ピ〜ス!」▽全員で「明日があるさ」               | レミオロメン『3月9日』                                          | 北川悠理、筒井あやめ、藤巻亮太                                                     |      |
| 20 | 3月8日          | 涙の最終回SP! 藤巻亮太登場! 北川&筒井と「3月9日」▽賀喜&柴田「粉雪」▽掛橋&黒見&佐藤&清宮&矢久保「ザ☆ピ〜ス!」▽全員で「明日があるさ」               | 坂本九『明日があるさ』                                          | 4期生全員                                                                          |      |

### 放送時間
| 放送期間                       | 放送日時                     | 放送局                | 対象地域   | 備考       |
| ------------------------------ | ---------------------------- | --------------------- | ---------- | ---------- |
| 2021年10月12日 - 2022年3月8日  | 火曜 1:29 - 1:59（月曜深夜） | 日本テレビ（NTV）     | 関東広域圏 | 制作局     |
| 2021年10月20日 - 2022年3月23日 | 水曜 0:59 - 1:29（火曜深夜） | テレビ新潟（TeNY）    | 新潟県     | 遅れネット |
|                                | 水曜 2:04 - 2:34（火曜深夜） | 静岡第一テレビ（SDT） | 静岡県     | 遅れネット |
| 2021年10月21日 - 2022年3月31日 | 木曜 0:59 - 1:29（水曜深夜） | ミヤギテレビ（MMT）   | 宮城県     | 遅れネット |
| 2021年10月24日 - 2022年3月27日 | 日曜 2:00 - 2:30（土曜深夜） | 福岡放送（FBS）       | 福岡県     | 遅れネット |

### スタッフ
- 企画プロデュース：秋元康[30]
- ナレーション：じんぼぼんじ[52]
- 構成：三田卓人、橋本圭太朗、須長晋之介
- 振付：高田あゆみ
- TM：望月隆史
- SM：早川智晃、福田伸一郎：(7回目 - 9回目・16回目 - 19回目)、萩野高康：(10回目・11回目)
- CAM：萩野高康、福田伸一郎：(4回目 - 6回目・19回目 - 20回目)、7回目以降：石渡裕二：(7回目 - 9回目)、10回目以降・16回目以降：早川智晃：(10回目 - 13回目・16回目以降)、髙野信彦：(14回目・15回目)
- VE：向山江梨佳
- MIX：宮内貞
- 技術協力：NiTRO
- 照明：市川朋樹（日テレアート）、村上洋平（日テレアート）：(2回目 - 20回目)
- 美術：髙野泰人（日テレアート）
- モニター：鈴木豊、畑中太
- 編集：塩原裕弥弥（Eno Studio）
- MA：足達健太郎（casinodrlve）
- 音効：佐藤裕二（KRエンタープライズ）
- 音楽：カンケ
- タイトル：熊谷千恵子
- イラスト：島田つか沙、鎌田かまを：(2回目・3回目)、Omitsu（おみつ）：(4回目 - 20回目)
- 宣伝：佐野絵梨
- デスク：保坂淳子
- AP：鎌田織恵、髙橋桃花
- AD：藤澤太郎、石山美咲、熱方楓人、池田ひかり、川口真奈加、木皿風花、児矢野和美、榊原凪、髙野志織
- チーフディレクター：福田達朗
- ディレクター：松本匡貴、永田香織/寺尾弥宮、熱方楓人、髙野志織、中村大雅、小室高哉、向井涼、中村花乃子：(12回目から16回目・18回目 - 20回目)、鈴木悠子：(17回目・19回目 - 20回目)
- 製作：南波昌人[30]
- プロデューサー：毛利忍、植野浩之、水田貴久、増田俊二郎、五十嵐邦延[30]、鎌田織恵、髙橋桃花、正木明日香：(6回目 - 20回目)
- 演出：佐藤正樹[30]
- 企画制作：日本テレビ[30]
- 制作協力：サルベージ[30]
- 制作著作：「乃木坂スター誕生!2」製作委員会[注 21][30]

## 関連商品
| ＃ | リリース日     | タイトル                             | レーベル | 規格品番   | 形態   | 封入特典                                                             | 収録映像 |
| -- | -------------- | ------------------------------------ | -------- | ---------- | ------ | -------------------------------------------------------------------- | --- |
| 1  | 2022年1月14日  | 乃木坂スター誕生! 第1巻 DVD-BOX      | vap      | VPBF-14098 | 限定版 | フォトブックレット40P、オリジナル生写真ランダム3種封入（全16種予定） | メイキング映像、他 |
| 1  | 2022年1月14日  | 乃木坂スター誕生! 第1巻 Blu-ray BOX  | vap      | VPXF-71873 | 限定版 | フォトブックレット40P、オリジナル生写真ランダム3種封入（全16種予定） | メイキング映像、未公開映像も悪くないだろう 全10話、他                                                                     |
| 2  | 2022年4月22日  | 乃木坂スター誕生! 第2巻 DVD-BOX      | vap      | VPBF-14099 | 限定版 | フォトブックレット40P、オリジナル生写真ランダム3種封入（全16種）     | メイキング映像 |
| 2  | 2022年4月22日  | 乃木坂スター誕生! 第2巻 Blu-ray BOX  | vap      | VPXF-71874 | 限定版 | フォトブックレット40P、オリジナル生写真ランダム3種封入（全16種）     | メイキング映像、プレミアムインタビュー、未公開映像も悪くないだろう 全10話                                                 |
| 3  | 2022年7月22日  | 乃木坂スター誕生!2 第1巻 DVD-BOX     | vap      | VPBF-14155 | 限定版 | フォトブックレット40P、オリジナル生写真ランダム3種封入（全16種）     | メイキング映像 |
| 3  | 2022年7月22日  | 乃木坂スター誕生2! 第1巻 Blu-ray BOX | vap      | VPXF-71897 | 限定版 | フォトブックレット40P、オリジナル生写真ランダム3種封入（全16種）     | メイキング映像、未公開映像も悪くないだろう 全10話                                                                         |
| 4  | 2022年10月28日 | 乃木坂スター誕生!2 第2巻 DVD-BOX     | vap      | VPBF-14156 | 限定版 | フォトブックレット40P、オリジナル生写真ランダム3種封入（全16種）     | メイキング映像、乃木坂スター誕生！LIVEメイキング映像、未公開映像も悪くないだろう特別版                                    |
| 4  | 2022年10月28日 | 乃木坂スター誕生2! 第2巻 Blu-ray BOX | vap      | VPXF-71898 | 限定版 | フォトブックレット40P、オリジナル生写真ランダム3種封入（全16種）     | メイキング映像、乃木坂スター誕生！LIVEメイキング映像、未公開映像も悪くないだろう特別版、未公開映像も悪くないだろう 全10話 |

## 関連イベント
- 乃木坂スター誕生!LIVE（2022年6月26日、ぴあアリーナMM）[55]